# Monte Creek Provincial Park
Der Monte Creek Provincial Park ist ein rund 3 Hektar (ha) großer Provincial Park in der kanadischen Provinz British Columbia. Der Park gehört zu der Gruppe von nur rund 5 % der Provincial Parks in British Columbia, die eine Fläche von 10 ha oder weniger haben.
Der Park wurde unter anderem auch geschaffen, um dokumentierte archäologische Fundstellen in Form von Grubenhäusern, sogenannte „Kekuli“, der Secwepemc zu schützen, und hatte bei der Gründung sogar nur eine Fläche von 1,7 ha.

## Anlage
Der Park liegt am südlichen Ufer des South Thompson River, etwa 30 km westlich von Kamloops, im Thompson-Nicola Regional District. Während der Park nach Norden durch den South Thompson River begrenzt wird, engen ihn nach Süden eine Eisenbahnstrecke der Canadian Pacific Railway sowie der Highway 1, der hier auch der Trans-Canada Highway ist und von dem hier der Highway 97 abzweigt, ein.
Bei dem Park, der am 30. April 1996 eingerichtet wurde, handelt es sich um ein Schutzgebiet der Kategorie II (Nationalpark).